# Magia i miecz (singel)
Magia i miecz – debiutancki singiel polskiego zespołu Kaliber 44 wydany nakładem S.P. Records, wydany w roku 1996. Złożyły się na niego trzy utwory: „+ i –”,  „Moja obawa (Bądź a klęknę)” i „Więcej szmalu 2”. Wydawnictwo zapowiadało debiutancki album studyjny grupy Księga Tajemnicza. Prolog. Zawartym na nim kompozycjom towarzyszył wspólny teledysk wykonany amatorską metodą przez Sławomira Pietrzaka. Magia i miecz w Polsce trafiła do dziesiątki singli zajmując 8. miejsce.

## Lista utworów
Opracowano na podstawie materiału źródłowego.
1. „Moja obawa (Bądź a klęknę) (radio version)” – 4:07
2. „Moja obawa (Bądź a klęknę) (vocal ud version)” – 4:34
3. „Więcej Szmalu 2 (radio version)” – 4:04
4. „+ i – (radio version)” – 4:48
5. „+ i – (instrumental-hook)” – 5:04

## Twórcy
Opracowano na podstawie materiału źródłowego.
- Piotr „Magik/Mag Magik I” Łuszcz – wokal (3–4), produkcja (3–5), słowa (3–4)
- Michał „Joka/Ś.P. Brat Joka” Marten – wokal (1, 3), słowa (1, 3)
- Marcin „AbradAb/Lord MM Dab” Marten – wokal (3), słowa (3)
- Sebastian „Rahim/Pater M Rahim” Salbert – produkcja (1–2)
- Sebastian „DJ Feel-X” Filiks – skrecze (3)